# Liste des évêques de Monze
Le diocèse zambien de Monze (Dioecesis Monzensis) a été créé le 10 mars 1962, par détachement de l'archidiocèse de Lusaka.

## Évêques de Monze
- 10 mars 1962 - 26 novembre 1991 : James Corboy
- 26 novembre 1991 - 29 avril 1998 : Paul Lungu
- 29 avril 1998 - 22 juin 1999 : siège vacant
- 22 juin 1999 - 10 février 2014[1] : Emilio Patriarca
- 10 février 2014[1] : Sac. Moses Hamungole[2]

## Source
- L'ANNUAIRE PONTIFICAL, sur le site catholic-hierarchy.org, à la page